# Kota (Ethnie, Gabun)

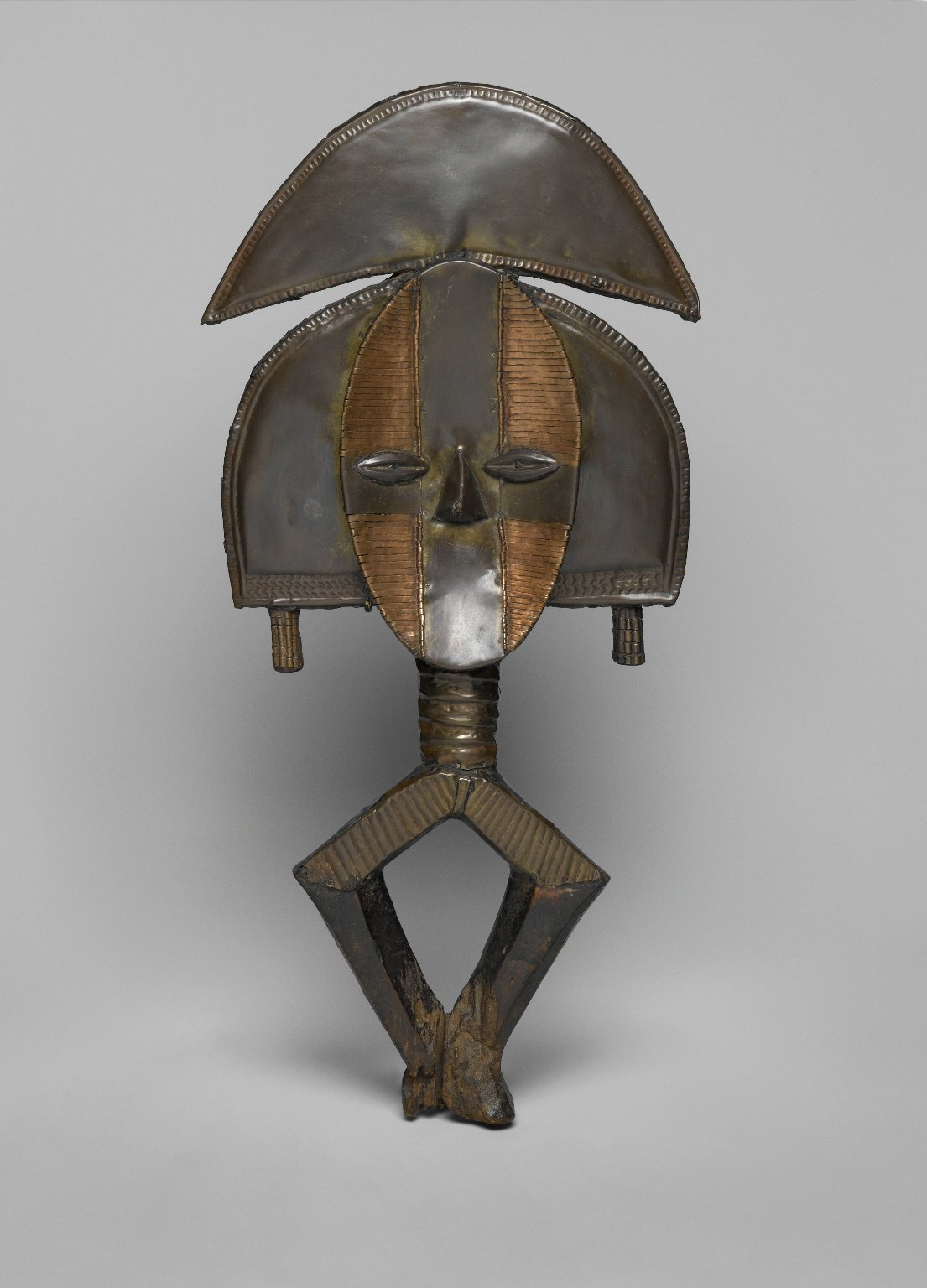
Bwiti, eine Reliquien-Wächterfigur der Kota zum Schutz der Knochen verstorbener Familienmitglieder (spätes 19. Jahrhundert)

Die Kota (auch Bakota oder Koto) sind eine Ethnie hauptsächlich aus dem Gabun. Die Kota bevölkern den Nordosten Gabuns bis über die Grenze der Republik Kongo. In Gabun gehören die Kota zu den größten Ethnien des Staates. Ihre Sprache ist Kota.

## Geschichte
Das ursprünglich Siedlungsgebiet der Kota liegt weit nordöstlich des heutigen, möglicherweise in der Nähe des Sudan. Die Migration begann im 18. Jahrhundert und erfolgte in mehreren Wellen. Die Kota bevorzugten es dem Feind auszuweichen, anstatt einen kriegerischen Konflikt zu führen. In den 1870ern trafen Europäer sie in dem heutigen Siedlungsgebiet. Auf ihrem Weg nach Süden ging ein Teil nach Westen, wo sie sich zu der eigenständigen Ethnie Benga entwickelten. Die Kota selbst nahmen verschiedene Ethnien auf.
Christliche Missionare konvertierten im frühen 20. Jahrhundert viele Kota. Viele Kultgegenstände, die mit der alten Religion in Verbindung standen, gingen in dem Zuge verloren.

## Wirtschaft
Die Kota betreiben Landwirtschaft und setzen Brandrodung und Fruchtfolge ein. Kochbanane und Maniok sind die Haupterzeugnisse; das wichtigste landwirtschaftliche Werkzeug ist die Hacke.

## Politisches System
Jede Siedlung wird von einem Führer geführt, welcher auf die Gründungsfamilie der Siedlung zurückgeht und so den Führungsanspruch rechtfertigt. Er ist gleichzeitig ein politischer und spiritueller Führer sowie Richter.

## Religion
Die traditionelle Religion der Kota ist ein Ahnenkult. Ahnen sollen das Leben aus dem Jenseits beeinflussen. Knochen dieser ehemaligen Führer werden in Körben als Reliquien aufbewahrt. Hölzerne Skulpturen, zum Teil mit Kupfer und Messing beschlagen, waren auf diesen Körben befestigt. Die Funktion dieser Skulpturen ist unklar: die eine Erklärung ist, dass es eine abstrakte Abbildung des Verstorbenen ist, die andere Erklärung ist, dass die Figur den Geist des Verstorbenen vor dem Bösen bewachen soll. Da die Knochen den Verstorbenen, aber nicht die Figur heilig ist, hatten die Kota wenig Hemmungen die Figuren an Kunsthändler zu verkaufen.